# Gail Carpenter
Gail Alexandra Carpenterová (* 1948 New York) je americká kognitivní vědkyně, neuroložka a matematička. Nyní je emeritní profesorkou matematiky a statistiky na Bostonské univerzitě. Dříve působila také jako profesorka kognitivních a neuronových systémů na Bostonské univerzitě a jako ředitelka technologické laboratoře oddělení kognitivních a neuronových systémů (CNS) na Bostonské univerzitě.